# La Neige en feu

La Neige en feu, également connu sous le titre La Neige chaude (en russe : Горячий снег, Goriatchiï sneg), est un film soviétique réalisé par Gavriil Eguiazarov et sorti en 1972. Le sujet est tiré du roman homonyme de Iouri Bondarev paru en 1969. Le film est produit par les studios Mosfilm.

## Synopsis
En décembre 1942, à Stalingrad, au cours de la Seconde Guerre mondiale, les soldats d'une batterie anti-char de l'Armée rouge font face à l'assaut des divisions blindées du général allemand von Manstein qui tente de briser l'encerclement de la 6e armée. Cette tentative est connue sous le nom d'opération Wintergewitter (Tempête d'hiver).

## Fiche technique
- Titre français : La Neige en feu[3] ou La Neige chaude[4]
- Titre original : Горячий снег, Goriatchiï sneg
- Réalisation : Gavriil Eguiazarov
- Scénario : Gavriil Eguiazarov, Evgueni Grigoriev (ru)
- Auteur original : Iouri Vassilievitch Bondarev
- Direction artistique : Vassili Golikov (ru)
- Photographie : Fedor Dobronrarov
- Musique : Alfred Schnittke
- Son : Vladimir Kourganski
- Genre : drame de guerre
- Production : Mosfilm
- Année de sortie : 1972

## Distribution
- Gueorgui Jjionov : le général Piotr Bessonov
- Anatoli Kouznetsov : Vitali Vesnine
- Vadim Spiridonov : colonel Deïev
- Boris Tokarev : le lieutenant Kouznetsov
- Nikolaï Eriomenko : lieutenant Vladimir Drozdovski
- Iouri Nazarov : le sergent Oukhanov
- Valentin Gratchov (ru) : sergent Netchaïev
- Mikhaïl Strelkov (ru) : Tchibissov
- Aleksandre Kavalerov : Sergounenkov
- Bolot Beïchenaliev : Kassymov
- Igor Ledogorov (ru) : colonel Ossine
- Harijs Šveics (ru) : Titkov
- Boris Smortchkov (ru) : soldat Vassia
- Vladlen Birukov (ru) : starchina Skorik
- Alexandre Arjilovski (ru) : starchina Golovanov
- Guennadi Korolkov (ru) : lieutenant Arjematchev
- Lev Zolotoukhine (ru) : général Yatsenko
- Alexandre Voïevodine (ru) : lieutenant Belenki
- Alexandre Lebedev (ru) : chauffeur du colonel Ossine
- Tamara Sedelnikova : Tania, infirmière
- Araïk Babadjanian : lieutenant Davlatian
- Konstantin Tyrtov : Roubine
- Albert Dorojko : sergent Evstigneïev
- Alexandre Zimine :  Tarassenko
- Anatoli Ignatkov : Sviatkine
- Valentin Ivanov : major Bojitchko
- Boris Roudnev : éclaireur
- Valeri Louchtchevski
- Vladimir Protassenko
- Vladimir Vlassov
- Vladimir Kozelkov
- Oleg Mikhaïlov
- Pavel Sirotine

## Le roman
La Neige en feu est une adaptation de l'ouvrage de Iouri Bondarev, né en 1924, qui relate de façon romancée sa propre expérience de commandant d'une batterie lors de la bataille de Stalingrad.

## Réception
Le film La Neige en feu a été vu par quelque 22 900 000 personnes.